# Cantone di Rambouillet
Il Cantone di Rambouillet è una divisione amministrativa dell'Arrondissement di Rambouillet.
A seguito della riforma complessiva dei cantoni del 2014 è passato da 18 a 36 comuni.

## Composizione
Prima della riforma del 2014 comprendeva i comuni di:
- Auffargis
- La Boissière-École
- Les Bréviaires
- Émancé
- Les Essarts-le-Roi
- Gambaiseuil
- Gazeran
- Hermeray
- Mittainville
- Orcemont
- Orphin
- Le Perray-en-Yvelines
- Poigny-la-Forêt
- Raizeux
- Rambouillet
- Saint-Hilarion
- Saint-Léger-en-Yvelines
- Vieille-Église-en-Yvelines

Dal 2015 comprende i comuni di:
- Ablis
- Allainville
- Auffargis
- Boinville-le-Gaillard
- La Boissière-École
- Bonnelles
- Les Bréviaires
- Bullion
- La Celle-les-Bordes
- Cernay-la-Ville
- Clairefontaine-en-Yvelines
- Émancé
- Les Essarts-le-Roi
- Gambaiseuil
- Gazeran
- Hermeray
- Longvilliers
- Mittainville
- Orcemont
- Orphin
- Orsonville
- Paray-Douaville
- Le Perray-en-Yvelines
- Poigny-la-Forêt
- Ponthévrard
- Prunay-en-Yvelines
- Raizeux
- Rambouillet
- Rochefort-en-Yvelines
- Saint-Arnoult-en-Yvelines
- Saint-Hilarion
- Saint-Léger-en-Yvelines
- Saint-Martin-de-Bréthencourt
- Sainte-Mesme
- Sonchamp
- Vieille-Église-en-Yvelines